# تايشو-كو
تايشو-كو (باليابانية: 大正区) هو حي في اليابان، يقع في أوساكا، بلغ عدد سكانه 64,355 نسمة وذلك حسب إحصائيات سنة 2017، تبلغ مساحته 9.43 كيلومتر مربع.

## أعلام
- توموكا شيباساكي
- إيجي موريوكا
- هيرويوكي هيساتاكا